# Rückstand (Chemie)
Unter Rückständen in der Chemie versteht man eine Restmenge von Schad-, Fremd- und Zusatzstoffen aus chemischen Reaktionen. Umgangssprachlich hat sich auch der Begriff Schlunz eingebürgert. Rückstände entstehen bei der Bearbeitung, Verarbeitung (z. B. Verbrennung) von Stoffen. Der feste Rückstand, der bei der Verbrennung von Stoffen – wie z. B. Heizöl – verbleibt, wird umgangssprachlich auch Asche genannt.
In der Umweltchemie und der Ökologie befasst man sich mit den Rückständen in der Form von Schadstoffen. Diese finden sich in der Luft, im Boden, in Pflanzen, in Tieren sowie in Nahrungs- und Futtermitteln. Dabei können sie eventuell auch über die Nahrungskette zum Menschen transportiert werden.
Tabakrauch-Rückstände in Kleidung, Haaren, Bodenbelägen, Gardinen oder Wänden können zu Ausdünstungen führen, die auch als Third-hand smoke bezeichnet werden.
Rückstände können auch übriggebliebenes in einer Filtration sein, z. B. wenn man Pflanzenasche aus Wasser filtert. Im Filterpapier bleibt der Rückstand, unter dem Trichter bleibt das Filtrat.